# Marko Toptschij

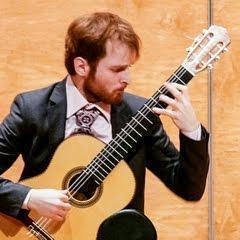
Toptschij

Marko Jurijowytsch Toptschij (ukrainisch Марко Юрійович Топчій [mɑrˈkɔ tɔpˈtʃʲij] ⓘ; internationale Schreibweise Marko Topchii; * 7. Januar 1991 in Kiew) ist ein klassischer Gitarrist aus der Ukraine.

## Biografie

### Geburt und Ausbildung
Marko Toptschij wurde in einer Musikerfamilie in Kiew geboren und begann im Alter von vier Jahren mit dem Gitarren- und Klavierspiel. Mit 11 oder 12 Jahren nahm er in der Ukraine an seinem ersten Gitarrenwettbewerb, dem Petrenko-Wettbewerb, teil. Mit 16 Jahren entschied Toptschij, sich auf das Gitarrenspiel zu konzentrieren und hatte seinen ersten internationalen Gitarrenwettbewerb in Heinsberg beim dortigen internationalen Gitarrenfestival und Gitarrenwettbewerb. Er absolvierte 2011 ein Masterstudium an der Nationalen Kotljarewskyj Universität der Künste in Charkiw, wo er bei Wolodymyr Dotsenko studierte. 2016 machte er den Abschluss eines dreijährigen Aufbaustudiengangs an der Nationalen Musikakademie der Ukraine Peter Tschaikowski in Kiew bei Prof. Yuri Aleksik und beendete 2019 seinen Studiengang am San Francisco Conservatory of Music bei Professor Judicaël Perroy.

### Karriere
Marko Toptschij hat weltweit mehr als 120 Auszeichnungen bei internationalen klassischen Gitarrenwettbewerben gewonnen, darunter 55 erste Plätze bei Wettbewerben in den USA, Mexiko, Australien, Japan, China, Taiwan, Singapur, Südkorea, Indonesien, Deutschland, der Schweiz, Frankreich, Spanien, Italien, Portugal, Liechtenstein, Polen, Ungarn, Serbien, Kroatien, Bulgarien, Montenegro und der Ukraine. Darunter sind so renommierte Wettbewerbe wie die Michele Pittaluga International Classical Guitar Competition in Italien, die in verschiedenen Ländern stattfindende International Guitar Competition Maurizio Biasini, die JoAnn Falletta International Guitar Concerto Competition in Buffalo, das International Guitar Festival China Changsha in Changsha, die Koblenz International Guitar Competition Hubert Käppel in Koblenz oder die Linares International Guitar Competition Andrés Segovia in Linares.
Marko Toptschij ist seit 2012 ein offizieller D’Addario-Künstler. Er ist weltweit aktiv, gibt regelmäßig Konzerte, hat mehrere CDs eingespielt und ist ein begehrter Lehrer bei Meisterkursen für Gitarre. Er spielt auf Gitarren von Karl-Heinz Roemmich, Yuichi Imai, Sakurai Kohno und Hong Sik Uhm.

## Auszeichnungen

### Zusammenfassung
| 1. Preise | 2. Preise | 3. Preise | Spezial- preise | Summe |
| 55        | 25        | 21        | 25              | 126   |

### Erste Preise
| Preis | Name des Wettbewerbs                                                                                | einheimischer Name                                                                                               | Ausgabe | Stadt          | Land                | Jahr |
| ----- | --------------------------------------------------------------------------------------------------- | --- | ------- | -------------- | ------------------- | ---- |
| 1.    | Guitar Foundation of America International Concert Artist Competition                               | | 40.     | New York       | Vereinigte Staaten  | 2023 |
| 1.    | Oslo Guitar Days Oslo Guitar Competition                                                            | | 1.      | Oslo           | Norwegen            | 2023 |
| 1.    | International Guitar Competition City of Lagoa – Zé Gregório                                        | Concurso Internacional de Guitarra Cidade de Lagoa - Zé Gregório                                                 | 1.      | Lagoa          | Portugal            | 2023 |
| 1.    | Luxembourg Guitar Festival International Classical Guitar Competition                               | Le Festival de guitare de Luxembourg Concours international de guitare classique                                 | 1.      | Luxemburg      | Luxemburg           | 2022 |
| 1.    | International Guitar Competition "Francisco Tarrega"                                                | Certamen Internacional de Guitarra "Francisco Tarrega"                                                           | 54.     | Benicàssim     | Spanien             | 2021 |
| 1.    | International Martinez Guitar Competition Iserlohn                                                  | Internationaler Martinez Gitarren Wettbewerb Iserlohn                                                            | 10.     | Iserlohn       | Deutschland         | 2021 |
| 1.    | Alexander Frauchi International Guitar Competition and Festival                                     | Международный конкурс и фестиваль исполнителей на классической гитаре имени Александра Фраучи                    | 7.      | Moskau         | Russland            | 2021 |
| 1.    | Altamira International Virtual Guitar Competition                                                   | 年阿尔达米拉国际网络吉他比赛                                                                                     | 2.      | Hongkong       | Volksrepublik China | 2021 |
| 1.    | Koblenz International Guitar Competition Hubert Käppel                                              | | 27.     | Koblenz        | Deutschland         | 2020 |
| 1.    | Dutch Guitar Foundation International Guitar Concerto Competition                                   | | 2.      | Groningen      | Niederlande         | 2020 |
| 1.    | International Classical Guitar Competition Andrés Segovia                                           | Certamen Internacional de Guitarra Clásica Andrés Segovia                                                        | 35.     | La Herradura   | Spanien             | 2020 |
| 1.    | International Guitar Competition "Paris Guitar Foundation"                                          | Concours International de Guitare "Paris Guitar Foundation"                                                      | 3.      | Paris          | Frankreich          | 2019 |
| 1.    | Qingdao International Guitar Art Festival and Competition                                           | 青岛国际吉他艺术节古典吉他公开赛                                                                                 | 3.      | Qingdao        | Volksrepublik China | 2019 |
| 1.    | Paris International Guitar Competition "Alberto Ponce"                                              | Concours international de guitare de Paris "Alberto Ponce"                                                       | 1.      | Paris          | Frankreich          | 2018 |
| 1.    | Spring Music Festival, International Guitar Competition                                             | Festival de Música da Primavera, Concurso Internacional de Guitarra                                              | 3.      | Viseu          | Portugal            | 2018 |
| 1.    | Miami International GuitART Festival and Concert Artist Performance Competition                     | | 1.      | Miami          | Vereinigte Staaten  | 2018 |
| 1.    | Michele Pittaluga International Classical Guitar Competition                                        | Concorso Internazionale di Chitarra Classica Michele Pittaluga                                                   | 50.     | Alessandria    | Italien             | 2017 |
| 1.    | Budapest International Guitar Festival & Competition                                                | Budapesti Nemzetközi Gitárverseny                                                                                | 2.      | Budapest       | Ungarn              | 2017 |
| 1.    | Valle dei Laghi International Guitar Competition                                                    | Concorso internazionale di chitarra classica Valle dei Laghi                                                     | 1.      | Vezzano        | Italien             | 2017 |
| 1.    | Zagreb Guitar Festival and International Guitar Competition                                         | Zagreb Guitar Festival, Međunarodno Natjecanje Klasične Gitare                                                   | 3.      | Zagreb         | Kroatien            | 2017 |
| 1.    | International Guitar Competition "Alvaro Mantovani"                                                 | Concorso Internazionale di Chitarra "Alvaro Mantovani"                                                           | 2.      | Follonica      | Italien             | 2017 |
| 1.    | Singapore international Guitar Festival and Competition                                             | | 7.      | Singapur       | Singapur            | 2016 |
| 1.    | Linares International Guitar Competition "Andrés Segovia"                                           | Concurso Internacional de Guitarra Ciudad de Linares “Andrés Segovia”                                            | 23.     | Linares        | Spanien             | 2016 |
| 1.    | Silesian Guitar Autumn, Jan Edmund Jurkowski Memorial Guitar Competition                            | Śląska Jesień Gitarowa, Konkurs Gitarowy im. Jana Edmunda Jurkowskiego                                           | 16.     | Tychy          | Polen               | 2016 |
| 1.    | Adelaide Guitar Festival and International Classical Guitar Competition                             | | 4.      | Adelaide       | Australien          | 2016 |
| 1.    | International Guitar Competition Maurizio Biasini                                                   | Concorso Chitarristica Internazionale Maurizio Biasini - cciMB                                                   | 3.      | San Francisco  | Vereinigte Staaten  | 2016 |
| 1.    | Guitar Meetings in Gargnano - International Competition of Gargnano                                 | Incontri Chitarristici di Gargnano - Concorso Internazionale de Gargnano                                         | 41.     | Gargnano       | Italien             | 2016 |
| 1.    | Montenegro International Guitar Competition                                                         | | 10.     | Podgorica      | Montenegro          | 2016 |
| 1.    | International Competition “Young Virtuosos”                                                         | Международен конкурс „Млади виртуози“                                                                            | 12.     | Sofia          | Bulgarien           | 2016 |
| 1.    | Daejeon International Guitar Competition                                                            | 대전국제 기타 콩쿠르                                                                                             | 7.      | Daejeon        | Südkorea            | 2015 |
| 1.    | International Classical Guitar Competition Gredos San Diego                                         | Concurso Internacional de Guitarra Clásica Gredos San Diego                                                      | 5.      | Madrid         | Spanien             | 2015 |
| 1.    | Guitar Competition in Pays Tarnais                                                                  | Concours de Guitare en Pays Tarnais                                                                              | 4.      | Albi           | Frankreich          | 2015 |
| 1.    | JoAnn Falletta International Guitar Concerto Competition                                            | | 6.      | Buffalo        | Vereinigte Staaten  | 2014 |
| 1.    | Taiwan International Guitar Festival & Competition                                                  | 臺灣國際吉他藝術節暨大賽                                                                                         | 6.      | Taipeh         | Taiwan              | 2014 |
| 1.    | International Guitar Festival China Changsha                                                        | 第三届中国·长沙国际吉他艺术节: 国际吉他比赛，公开组                                                              | 3.      | Changsha       | Volksrepublik China | 2014 |
| 1.    | International Guitar Competition “Ruggero Chiesa - Città di Camogli”                                | Concorso internazionale di chitarra “Ruggero Chiesa - Città di Camogli”                                          | 7.      | Camogli        | Italien             | 2014 |
| 1.    | Jakarta International Guitar Festival and Competition                                               | | 1.      | Jakarta        | Indonesien          | 2014 |
| 1.    | Tokyo International Guitar Competition                                                              | 回東京国際ギターコンクール                                                                                       | 56.     | Tokio          | Japan               | 2013 |
| 1.    | Annual Texas Guitar Competition and Festival                                                        | | 12.     | Dallas         | Vereinigte Staaten  | 2013 |
| 1.    | International Guitar Festival Sinaloa, International Guitar Competition Culiacán                    | Festival Internacional de Guitarra Sinaloa, Concusro Internacional de Guitarra Culiacán                          | 6.      | Culiacán       | Mexiko              | 2013 |
| 1.    | International Guitar Competition "Fernando Sor"                                                     | Concorso Internazionale di Chitarra "Fernando Sor"                                                               | 42.     | Rom            | Italien             | 2013 |
| 1.    | Festival Internacional de Guitare de Lausanne, International Guitar Competition "Victor Pellegrini" | Festival Internacional de Guitare de Lausanne, Concours International de Guitare de Lausanne "Víctor Pellegrini" | 1.      | Lausanne       | Schweiz             | 2013 |
| 1.    | International Classical Guitar Festival "Claxica", Performance Competition                          | Festival Internazionale di Chitarra Classica "Claxica", Concorso di Esecuzione                                   | 5.      | Castel d’Aiano | Italien             | 2013 |
| 1.    | International Guitar Competition "Ferdinando Carulli"                                               | Concorso Internazionale di Chitarra "Ferdinando Carulli"                                                         | 4.      | Rom            | Italien             | 2012 |
| 1.    | International Classical Guitar Competition Robert J. Vidal                                          | Concours International de Guitare Classique Robert J. Vidal                                                      | 3.      | Barbezieux     | Frankreich          | 2011 |
| 1.    | International Classical Guitar Competition and Festival of Sernancelhe                              | Concurso e Festival Internacional de Guitarra Clássica de Sernancelhe                                            | 13.     | Sernancelhe    | Portugal            | 2011 |
| 1.    | Liechtenstein Guitar Festival ligita, International ligita Guitar Competition                       | Liechtensteiner Gitarrentage ligita, Internationaler ligita Gitarrenwettbewerb                                   | 6.      | Eschen         | Liechtenstein       | 2011 |
| 1.    | International Guitar Competition "Ville d’Antony"                                                   | Le Concours International de Guitare "Ville d’Antony"                                                            | 12.     | Antony         | Frankreich          | 2011 |
| 1.    | Guitar Art Festival                                                                                 | | 12.     | Belgrad        | Serbia              | 2011 |
| 1.    | International Competition of Guitar - Mottola, International Guitar Competition                     | Festival Internazionale della Chitarra – Mottola, Concorso Internazionale di esecuzione per Chitarra             | 18.     | Mottola        | Italien             | 2010 |
| 1.    | International Guitar Festival and Competition Heinsberg                                             | Internationales Gitarrenfestival und Internationaler Gitarrenwettbewerb Heinsberg                                | 3.      | Heinsberg      | Deutschland         | 2009 |
| 1.    | European Classical Guitar Competition "Enrico Mercatali"                                            | Concorso Europeo di Chitarra Classica "Enrico Mercatali"                                                         | 6.      | Gorizia        | Italien             | 2009 |
| 1.    | International “GuitAs” Guitar Art Contest                                                           | Міжнародний конкурс гітарного мистецтва “ГітАс”                                                                  | 3.      | Kiew           | Ukraine             | 2009 |
| 1.    | International Guitar Competition “Dniprovski suzir’ya”                                              | Міжнародний конкурс гітарного виконавського мистецтва «Дніпровські сузір’я»                                      | 3.      | Ukrajinka      | Ukraine             | 2008 |
| 1.    | International Festival of Guitar Music „Kiev“                                                       | Міжнародний фестиваль гітарної музики „Київ“                                                                     | 1.      | Kiew           | Ukraine             | 2007 |

### Zweite Preise
| Preis | Name des Wettbewerbs                                                                           | einheimischer Name                                                                            | Ausgabe | Stadt        | Land                | Jahr |
| ----- | ---------------------------------------------------------------------------------------------- | --------------------------------------------------------------------------------------------- | ------- | ------------ | ------------------- | ---- |
| 2.    | Baltimore International Guitar Competition                                                     |                                                                                               | 1.      | Baltimore    | Vereinigte Staaten  | 2022 |
| 2.    | Alhambra International Guitar Competition                                                      | Concurso Internacional de Guitarra Alhambra                                                   | 15.     | Valencia     | Spanien             | 2022 |
| 2.    | Guitar Foundation of AmericaInternational Concert Artist Competition                           |                                                                                               | 39.     | Indianapolis | Vereinigte Staaten  | 2022 |
| 2.    | Florida Guitar Foundation’s International Classical Guitar Competition                         |                                                                                               | 4.      | Miami        | Vereinigte Staaten  | 2020 |
| 2.    | Alexander Frauchi International Guitar Competition and Festival                                | Международный конкурс и фестиваль исполнителей на классической гитаре имени Александра Фраучи | 6.      | Moskau       | Russland            | 2019 |
| 2.    | International Guitar Competition "Francisco Tarrega"                                           | Certamen Internacional de Guitarra "Francisco Tarrega"                                        | 53.     | Benicàssim   | Spanien             | 2019 |
| 2.    | International Guitar Festival and Competition in Bearn                                         | Festival International de Guitare en Béarn des Gaves                                          | 3.      | Bearn        | Frankreich          | 2019 |
| 2.    | International Classical Guitar Competition Andrés Segovia                                      | Certamen Internacional de Guitarra Clásica Andrés Segovia                                     | 34.     | La Herradura | Spanien             | 2019 |
| 2.    | International Guitar Competition “Francisco Tarrega”                                           | Certamen Internacional de Guitarra "Francisco Tarrega"                                        | 52.     | Benicàssim   | Spanien             | 2018 |
| 2.    | International Biennial Guitar Competition "Emilio Pujol"                                       | Concurso Internacional Bienal de Guitarra "Emilio Pujol"                                      | 19.     | Sassari      | Italien             | 2017 |
| 2.    | Concurso Internacional de Guitarra Alhambra                                                    | Concurso Internacional de Guitarra Alhambra                                                   | 8.      | Valencia     | Spanien             | 2016 |
| 2.    | Spring Music Festival, International Guitar Competition                                        | Festival de Música da Primavera, Concurso Internacional de Guitarra                           | 2.      | Viseu        | Portugal            | 2016 |
| 2.    | China Shenyang International Guitar Festival "International Classical Guitar Open Competition" | 中国•沈阳国际吉他艺术节 “国际古典吉他公开赛”                                                  | 2.      | Shenyang     | Volksrepublik China | 2016 |
| 2.    | "Guitar Gems" International Classical Guitar Festival & Competition                            | פניני גיטרה                                                                                   | 10.     | Netanja      | Israel              | 2015 |
| 2.    | Amarante International Guitar Competition                                                      | Concurso Internacional de Guitarra de Amarante                                                | 1.      | Amarante     | Portugal            | 2015 |
| 2.    | Nilüfer International Classical Guitar Competition                                             | Nilüfer Uluslararası Klasik Gitar Yarışması                                                   | 1.      | Nilüfer      | Türkei              | 2015 |
| 2.    | Budapest International Guitar Competition                                                      | Budapesti Nemzetközi Gitárverseny                                                             | 1.      | Budapest     | Ungarn              | 2014 |
| 2.    | Daejeon International Guitar Competition                                                       | 대전국제 기타 콩쿠르                                                                          | 6.      | Daejeon      | Südkorea            | 2014 |
| 2.    | International Guitar Competition “Francisco Tarrega”                                           | Certamen Internacional de Guitarra "Francisco Tarrega"                                        | 47.     | Benicàssim   | Spanien             | 2013 |
| 2.    | Asia International Classical Guitar Competition                                                | การแข่งขัน กีตาร์คลาสสิค เอเชีย นานาชาติ                                                             | 13.     | Bangkok      | Thailand            | 2013 |
| 2.    | International Classical Guitar Competition “Stefano Strata-Città di Pisa”                      | Concorso Internazionale di Chitarra Classica “Stefano Strata - città di Pisa”                 | 4.      | Pisa         | Italien             | 2013 |
| 2.    | International Guitar Competition "Fernando Sor"                                                | Concorso Internazionale di Chitarra "Fernando Sor"                                            | 41.     | Rom          | Italien             | 2012 |
| 2.    | International Guitar Festival & International Guitar Competition                               |                                                                                               | 5.      | Singapur     | Singapur            | 2011 |
| 2.    | International Guitar Festival "Ciudad de Coria", "Ciudad de Coria" (Senior) Competition        | Festival Internacional de Guitarra "Ciudad de Coria", "Ciudad de Coria" (Senior) Certamen     | 14.     | Coria        | Spanien             | 2010 |
| 2.    | Calcutta International Guitar Festival & Competition                                           |                                                                                               | 1.      | Kalkutta     | Indien              | 2010 |

### Dritte Preise
| Preis | Name des Wettbewerbs                                                                    | einheimischer Name                                                                            | Ausgabe | Stadt                   | Land                       | Jahr |
| ----- | --------------------------------------------------------------------------------------- | --------------------------------------------------------------------------------------------- | ------- | ----------------------- | -------------------------- | ---- |
| 3.    | The Hague — Altamira International Virtual Guitar Competition                           |                                                                                               | 1.      | Den Haag                | Niederlande                | 2021 |
| 3.    | Guitar Foundation of America International Concert Artist Competition                   |                                                                                               | 38.     | Los Angeles und Brüssel | Vereinigte Staaten Belgien | 2021 |
| 3.    | Altamira International Virtual Guitar Competition                                       | 年阿尔达米拉国际网络吉他比赛                                                                  | 1.      | Hongkong                | Volksrepublik China        | 2020 |
| 3.    | International Guitar Festival "Ciudad de Coria", "Ciudad de Coria" (Senior) Competition | Festival Internacional de Guitarra "Ciudad de Coria", "Ciudad de Coria" (Senior) Certamen     | 21.     | Coria                   | Spanien                    | 2017 |
| 3.    | Michele Pittaluga International Classical Guitar Competition                            | Concorso Internazionale di Chitarra Classica Michele Pittaluga                                | 49.     | Alessandria             | Italien                    | 2016 |
| 3.    | International Classical Guitar Competition Andrés Segovia                               | Certamen Internacional de Guitarra Clásica Andrés Segovia                                     | 31.     | La Herradura            | Spanien                    | 2015 |
| 3.    | International Classical Guitar Competition “Stefano Strata-Città di Pisa”               | Concorso Internazionale di Chitarra Classica “Stefano Strata - città di Pisa”                 | 6.      | Pisa                    | Italien                    | 2015 |
| 3.    | Alexander Frauchi International Guitar Competition and Festival                         | Международный конкурс и фестиваль исполнителей на классической гитаре имени Александра Фраучи | 4.      | Moskau                  | Russland                   | 2015 |
| 3.    | International Guitar Festival "Ciudad de Coria", "Ciudad de Coria" (Senior) Competition | Festival Internacional de Guitarra "Ciudad de Coria", "Ciudad de Coria" (Senior) Certamen     | 19.     | Coria                   | Spanien                    | 2015 |
| 3.    | Spring Music Festival, International Guitar Competition                                 | Festival de Música da Primavera, Concurso Internacional de Guitarra                           | 1.      | Viseu                   | Portugal                   | 2014 |
| 3.    | International Classical Guitar Competition “Stefano Strata-Città di Pisa”               | Concorso Internazionale di Chitarra Classica “Stefano Strata - città di Pisa”                 | 5.      | Pisa                    | Italien                    | 2014 |
| 3.    | International Guitar Competition Maurizio Biasini                                       | Concorso Chitarristico Internazionale Maurizio Biasini                                        | 2.      | Basel                   | Schweiz                    | 2013 |
| 3.    | International Classical Guitar Competition "Julián Arcas"                               | Certamen Internacional de Guitarra Clásica "Julián Arcas"                                     | 13.     | Almería                 | Spanien                    | 2013 |
| 3.    | Alexander Frauchi International Guitar Competition and Festival                         | Международный конкурс и фестиваль исполнителей на классической гитаре имени Александра Фраучи | 3.      | Moskau                  | Russland                   | 2013 |
| 3.    | "Braunschweig Classic Open" International Music Competition                             |                                                                                               | 2.      | Braunschweig            | Deutschland                | 2013 |
| 3.    | World Guitar Competition                                                                |                                                                                               | 4.      | Novi Sad                | Serbien                    | 2013 |
| 3.    | International Classical Guitar Competition Guitarmania                                  | Concurso Internacional de Guitarra Clássica Guitarmania                                       | 6.      | Almada                  | Portugal                   | 2011 |
| 3.    | Alexander Frauchi International Guitar Competition and Festival                         | Международный конкурс и фестиваль исполнителей на классической гитаре имени Александра Фраучи | 2.      | Moskau                  | Russland                   | 2011 |
| 3.    | International Guitar Festival "Ciudad de Coria", "Ciudad de Coria" (Senior) Competition | Festival Internacional de Guitarra "Ciudad de Coria", "Ciudad de Coria" (Senior) Certamen     | 15.     | Coria                   | Spanien                    | 2011 |
| 3.    | International Classical Guitar Competition José Tomás - Villa de Petrer                 | Concurso Internacional de Guitarra Clásica José Tomás - Villa de Petrer                       | 10.     | Petrer                  | Spanien                    | 2011 |
| 3.    | Silesian Guitar Autumn, Jan Edmund Jurkowski Memorial Guitar Competition                | Śląska Jesień Gitarowa, Konkurs Gitarowy im. Jana Edmunda Jurkowskiego                        | 13.     | Tychy                   | Polen                      | 2010 |

### Sonderpreise
| Preis                                                                                | Name des Wettbewerbs                                                                    | einheimischer Name                                                                        | Ausgabe | Stadt        | Land               | Jahr |
| ------------------------------------------------------------------------------------ | --------------------------------------------------------------------------------------- | ----------------------------------------------------------------------------------------- | ------- | ------------ | ------------------ | ---- |
| Audience Award                                                                       | Baltimore International Guitar Competition                                              |                                                                                           | 1.      | Baltimore    | Vereinigte Staaten | 2022 |
| Audience Award                                                                       | Dutch Guitar Foundation International Guitar Concerto Competition                       |                                                                                           | 2.      | Groningen    | Niederlande        | 2020 |
| Audience Award                                                                       | International Guitar Competition "Paris Guitar Foundation"                              | Concours International de Guitare "Paris Guitar Foundation"                               | 3.      | Paris        | Frankreich         | 2019 |
| Audience Award                                                                       | Paris International Guitar Competition "Alberto Ponce"                                  | Concours international de guitare de Paris "Alberto Ponce"                                | 1.      | Paris        | Frankreich         | 2018 |
| Audience Award                                                                       | Spring Music Festival, International Guitar Competition                                 | Festival de Música da Primavera, Concurso Internacional de Guitarra                       | 3.      | Viseu        | Portugal           | 2018 |
| Leo Brouwer prize (best M. Castelnuovo-Tedesco - Capriccio Diabolico interpretation) | International Classical Guitar Competition Andrés Segovia                               | Certamen Internacional de Guitarra Clásica Andrés Segovia                                 | 33.     | La Herradura | Spanien            | 2018 |
| Audience Award                                                                       | International Guitar Competition "Alvaro Mantovani"                                     | Concorso Internazionale di Chitarra "Alvaro Mantovani"                                    | 2.      | Follonica    | Italien            | 2017 |
| Audience Award                                                                       | Concurso Internacional de Guitarra Alhambra                                             | Concurso Internacional de Guitarra Alhambra                                               | 8.      | Valencia     | Spanien            | 2016 |
| Special prize                                                                        | Silesian Guitar Autumn, Jan Edmund Jurkowski Memorial Guitar Competition                | Śląska Jesień Gitarowa, Konkurs Gitarowy im. Jana Edmunda Jurkowskiego                    | 16.     | Tychy        | Polen              | 2016 |
| Audience Award                                                                       | International Classical and Flamenco Guitar Competition of Tarn Department              | International Concours de Guitare Classique Espagnole et Flamenca en Pays Tarnais         | 4.      | Albi         | Frankreich         | 2015 |
| Audience Award                                                                       | JoAnn Falletta International Guitar Concerto Competition                                |                                                                                           | 6.      | Buffalo      | Vereinigte Staaten | 2014 |
| Musicians Award                                                                      | JoAnn Falletta International Guitar Concerto Competition                                |                                                                                           | 6.      | Buffalo      | Vereinigte Staaten | 2014 |
| Audience Award                                                                       | Taiwan International Guitar Festival & Competition                                      | 臺灣國際吉他藝術節暨大賽                                                                  | 6.      | Taipeh       | Taiwan             | 2014 |
| Audience Award                                                                       | Spring Music Festival, International Guitar Competition                                 | Festival de Música da Primavera, Concurso Internacional de Guitarra                       | 1.      | Viseu        | Portugal           | 2014 |
| Special prize (best F. Tarrega work interpretation)                                  | International Guitar Competition “Francisco Tarrega”                                    | Certamen Internacional de Guitarra "Francisco Tarrega"                                    | 48.     | Benicàssim   | Spanien            | 2014 |
| Special prize (best F. Tarrega work interpretation)                                  | International Guitar Competition “Francisco Tarrega”                                    | Certamen Internacional de Guitarra "Francisco Tarrega"                                    | 47.     | Benicàssim   | Spanien            | 2013 |
| "Carla Minen" prize (best F. Sor work interpretation)                                | International Guitar Competition "Fernando Sor"                                         | Concorso Internazionale di Chitarra "Fernando Sor"                                        | 42.     | Rom          | Italien            | 2013 |
| Audience Award                                                                       | International Guitar Festival "Ciudad de Coria", "Ciudad de Coria" (Senior) Competition | Festival Internacional de Guitarra "Ciudad de Coria", "Ciudad de Coria" (Senior) Certamen | 15.     | Coria        | Spanien            | 2011 |
| Best young performer prize                                                           | International Classical Guitar Competition Heitor Villa-Lobos                           | Concurso Internacional de Guitarra Clásica Heitor Villa-Lobos                             | 1.      | Salamanca    | Spanien            | 2011 |
| Special prize for the best interpretation of a classical work                        | Vienna Guitar Forum                                                                     | Forum Gitarre Wien                                                                        | 15.     | Wien         | Österreich         | 2010 |
| Audience Award                                                                       | International Guitar Festival and Competition Heinsberg                                 | Internationales Gitarrenfestival und Internationaler Gitarrenwettbewerb Heinsberg         | 3.      | Heinsberg    | Deutschland        | 2009 |
| Junior Jury Prize                                                                    | International Guitar Festival and Competition Heinsberg                                 | Internationales Gitarrenfestival und Internationaler Gitarrenwettbewerb Heinsberg         | 3.      | Heinsberg    | Deutschland        | 2009 |
| Audience Award                                                                       | European Classical Guitar Competition "Enrico Mercatali"                                | Concorso Europeo di Chitarra Classica "Enrico Mercatali"                                  | 6.      | Gorizia      | Italien            | 2009 |
| President of the Italian Republic Medal                                              | European Classical Guitar Competition "Enrico Mercatali"                                | Concorso Europeo di Chitarra Classica "Enrico Mercatali"                                  | 6.      | Gorizia      | Italien            | 2009 |
| Youngest performer prize                                                             | International Festival of Guitar Music „Kiev“                                           | Міжнародний фестиваль гітарної музики „Київ“                                              | 1.      | Kiew         | Ukraine            | 2007 |

## Aufnahmen
Marko Topchii hat folgende CD-Aufnahmen veröffentlicht:
| Jahr | CD-Aufnahme                                                                                            | Label                 | Katalognumber / Barcode      | Anmerkungen                                                                                         |
| ---- | --- | --------------------- | ---------------------------- | --------------------------------------------------------------------------------------------------- |
| 2024 | Laureate Series, Marko Topchii: Winner 2023 Guitar Foundation of America Competition                   | Naxos Records         |                              | |
| 2022 | Carnival                                                                                               | Contrastes Records    | CR202204 / 8435383691132     | Als Gewinner der 54. International Guitar Competition "Francisco Tarrega"                           |
| 2018 | Laureate Series, Guitar: Marko Topchii - Winner 2017 Michele Pittaluga Guitar Competition, Alessandria | Naxos Records         |                              | Als Gewinner der 50. Michele Pittaluga International Guitar Competition, Alessandria                |
| 2016 | Marko Topchii                                                                                          | Fleur de Son Classics | FDS58036 / 856092001360      | Als Gewinner der 6. JoAnn Falletta International Guitar Concerto Competition                        |
| 2016 | Van Gogh Fire                                                                                          | Contrastes Records    | CR201601 / 019962131752      | Als Gewinner der 5. International Classical Guitar Competition “Gredos San Diego” (Madrid, Spanien) |
| 2015 | Stars of the Guitar                                                                                    | Beau Fleuve Records   | 610708-094982 / 610708094982 | Highlights von der JoAnn Falletta International Guitar Concerto Competition                         |

Außerdem existieren zahlreiche Videoaufnahmen von ihm auf seinem offiziellen YouTube-Kanal.